# Хрещення Іберії
Хрещення Іберії (груз. ქართლის გაქრისტიანება) — відноситься до поширення християнства на початку IV століття через проповідь святої Ніно в стародавньому грузинському королівстві Картлі, відомому також як Іберія.